# Plouguernével
Plouguernével é uma comuna francesa na região administrativa da Bretanha, no departamento Côtes-d'Armor. Estende-se por uma área de 41,73 km². Em 2010 a comuna tinha 1 729 habitantes (densidade: 41,4 hab./km²).